# Gary Plummer (giocatore di football americano)
Gary Plummer (Fremont, 26 gennaio 1960) è un ex giocatore di football americano statunitense che ha giocato nel ruolo di linebacker nella National Football League (NFL) e nella United States Football League (USFL). Al college ha giocato a football all’Università della California.

## Carriera professionistica
Dopo non essere stato scelto nel draft NFL 1983, Plummer firmò con gli Oakland Invaders della neonata USFL con cui rimase per tre stagioni. Nel 1985 firmò come free agent per i San Diego Chargers con cui divenne titolare già dalla prima stagione. Fino al 1993, Plummer disputò 106 gare su 119 come titolare in otto stagioni coi Bolts. Durante i suoi con la squadra totalizzò 792 tackle, 3,5 sack e 5 intercetti. Prima della stagione 1994, Plummer firmò coi San Francisco 49ers con cui disputò le ultime quattro stagioni della carriera, vincendo da titolare il Super Bowl XXIX proprio contro i Chargers.

## Vittorie e premi
- Super Bowl : 1 Vincitore del Super Bowl XXIX

## Statistiche
| Tackle totali | 1.029 |
| Intercetti    | 6     |
| Sack          | 4,5   |

Statistiche solo NFL